# The Blue Castle
The Blue Castle is een roman geschreven door de Canadese auteur Lucy Maud Montgomery en uitgebracht in 1926. Het verhaal is gesitueerd in het fictieve Deerwood, geïnspireerd op Bala in de provincie Ontario, tijdens het begin van de twintigste eeuw, en volgt het leven van Valancy Stirling, een vrouw die na een vermeende terminale diagnose besluit te breken met de sociale verwachtingen van haar familie. De roman wordt beschouwd als een van Montgomery's weinige volwassen werken en heeft aan populariteit gewonnen sinds de heruitgave in 1990. Het is tevens haar enige boek dat zich niet afspeelt op Prince Edward Island.

## Externe Links
- The Blue Castle